# Max van Berchem
Max van Berchem (Ginebra, 16 de marzo de 1863-Vaumarcus, 7 de marzo de 1921) fue un epigrafista e historiador suizo, especializado en epigrafía árabe.

## Biografía
Tras estudiar lenguas antiguas y orientales e historia del arte en las universidades de Ginebra, Leipzig, Estrasburgo y Humboldt de Berlín, se doctoró en Leipzig en 1886 con una tesis titulada La Propriété territoriale et l'impôt sous les premiers califes.
Después participó en expediciones científicas a Egipto (entre 1887 y 1890), Jerusalén y Palestina (1888, 1893 y 1914) y Siria (1884, 1895). Durante sus viajes, estudió y recopiló un gran número de inscripciones árabes que inventarió entre 1895 y 1914, publicando en su momento una obra titulada Matériaux pour un Corpus Inscriptionum Arabicarum, para la que se sirvió sobre todo de la fotografía con el fin de seguir el rastro de las inscripciones, especialmente en edificios y construcciones en muy mal estado.
Falleció en Vaumarcus, Suiza, en 1921, tras regresar de El Cairo precipitadamente por problemas de salud.

## Archivos
En 1973 se creó una fundación científica en su honor, a instancias de su hija Marguerite, para financiar excavaciones arqueológicas y garantizar la conservación del archivo Max van Berchem. En ella se encuentra la correspondencia, las fotografías y las notas de Max van Berchem, así como en la Biblioteca de Ginebra. La serie fotográfica de monumentos suizos fue legada al Archivo Federal de Monumentos Históricos de la Biblioteca Nacional de Suiza en 1921.